# Tyringe

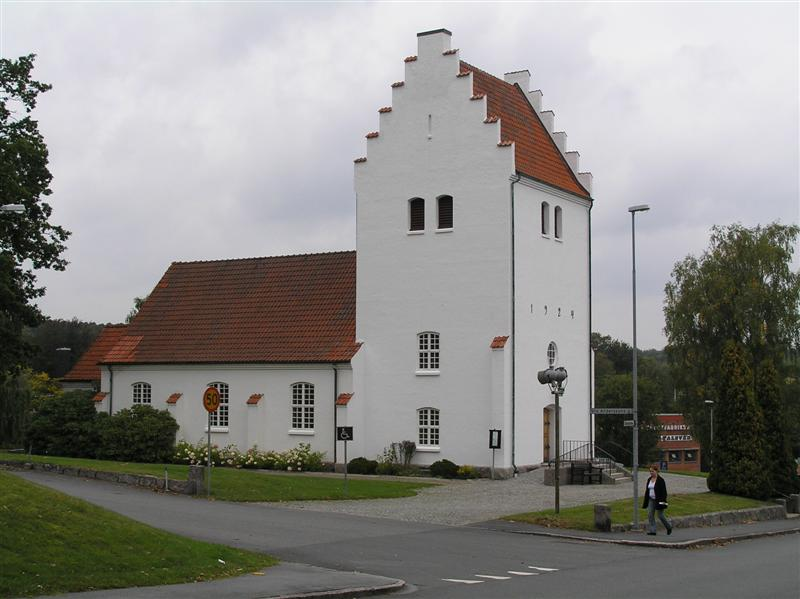
Tyringe kyrka.

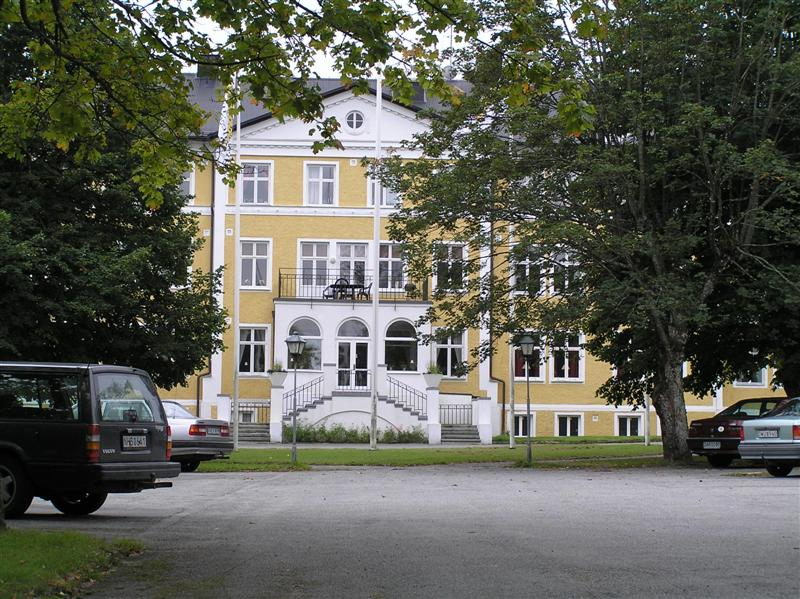
Kurhotellet, även känt som Sanatoriet.

Tyringe är en tätort i Hässleholms kommun i Skåne län. Den är belägen vid Riksväg 21 och Skånebanan, ca 12 km väster om Hässleholm. Orten ligger mitt i den så kallade Göingeholmen som är området mellan Göinge och slättbygd och där ädelskog dominerar naturen.
Orten trafikeras av Pågatågen Helsingborg–Tyringe–Hässleholm–Kristianstad.
Tyringe är den största tätorten i kommunen utanför centralorten.
Handeln i Tyringe är koncentrerad till torget (Salutorget) vid Järnvägsgatan. Utmed Rv 21/Helsingborgsvägen vid västra infarten har FCT-köpcentrum vuxit fram med handel och restaurang.

## Historia
Tyringe har vuxit fram ur en liten by förlagd kring gästgivaregården i Finja socken. Exempelvis nämns Tyringe i skrift redan 1353; det är i väpnaren Alexander Jensöns skötebrev. Byn bestod under 1600-talet av fyra hemman, gårdarna nr 1 Tyringe mölla, nr 2, nr 3 Gästgivaregården och nr 4. Gårdarnas ägare var enligt 1723 års jordebok kronobönder. Längre fram på 1700-talet fick de friköp på sina gårdar och blev skattebönder. Det fanns dessutom ett ryttartorp och två gatehus. 1750 var byns invånarantal 25 personer. 1850 hade antalet invånare stigit till 57 och det fanns nio gatehus.
Inom Tyringe församlings geografiska område, nära Finja, finns Mölleröds slottruin.
Strax utanför Tyringe stod Slaget vid Mjölkalånga 1318.
Tyringe blev stationssamhälle vid den 1875 invigda Hälsingborg-Hässleholms Järnväg (HHJ). Tyringe blev som kurort känt redan i början på 1900-talet genom tillkomsten av Tyringe sanatorium och badanstalt, radiumkällan, samt flera andra hotell, pensionat och vilohem. År 1896 startade Sveriges första verktygsindustri, Skandinaviska verktygsfabriken AB i Tyringe (SVA). Med dess etablering följde ett antal fler etableringar av industriverksamhet i byn. Metallindustri var dominerande men även andra typer av industri växte fram såsom tex möbelindustri och leksaksfabrik. Pensionat och hotellrörelsen samt metallindustrins starka frammarsch satte fart på utvecklingen av samhället.
Den 2 november 1928 inrättades för orten Tyringe municipalsamhälle i Finja och Västra Torups landskommuner. Dessa uppgick 1952 i Tyringe landskommun med Tyringe som centralort. Municipalsamhället upplöstes med utgången av 1970 och orten ingår sedan 1974 – efter mycket protest från dåvarande Tyringe landskommun – i Hässleholms kommun.

### Befolkningsutveckling
| Befolkningsutvecklingen i Tyringe 1960–2020 | Befolkningsutvecklingen i Tyringe 1960–2020 | Befolkningsutvecklingen i Tyringe 1960–2020 | Befolkningsutvecklingen i Tyringe 1960–2020 | Befolkningsutvecklingen i Tyringe 1960–2020 |
| ------------------------------------------- | ------------------------------------------- | ------------------------------------------- | ------------------------------------------- | ------------------------------------------- |
|                                             |                                             |                                             |                                             |                                             |
| År                                          |                                             |                                             | Folkmängd                                   | Areal (ha)                                  |
| 1960                                        | 1960                                        |                                             | 3 413                                       |                                             |
| 1965                                        | 1965                                        |                                             | 3 982                                       |                                             |
| 1970                                        | 1970                                        |                                             | 4 389                                       |                                             |
| 1975                                        | 1975                                        |                                             | 4 830                                       |                                             |
| 1980                                        | 1980                                        |                                             | 5 056                                       |                                             |
| 1990                                        | 1990                                        |                                             | 4 997                                       | 425                                         |
| 1995                                        | 1995                                        |                                             | 4 914                                       | 396                                         |
| 2000                                        | 2000                                        |                                             | 4 606                                       | 396                                         |
| 2005                                        | 2005                                        |                                             | 4 573                                       | 395                                         |
| 2010                                        | 2010                                        |                                             | 4 658                                       | 395                                         |
| 2015                                        | 2015                                        |                                             | 4 712                                       | 433                                         |
| 2020                                        | 2020                                        |                                             | 4 838                                       | 434                                         |
|                                             |                                             |                                             |                                             |                                             |

## Idrott
I Tyringe ligger Tyrs Hov, som är en idrottsanläggning med bland annat idrottshall, simhall, bowlinghall och styrketräningshall. Dock är det ishallen, vilken har en publikkapacitet på cirka 2 500 personer (38:e), som dominerar Tyrs Hov.
Tyringe har en ishockeyklubb som bildades 1936 under namnet Tyringe Skid- och Skridskosällskap, Tyringe SoSS. Klubben kvalade till Elitserien 1988 och 1990. I Tyringe finns flera gator som är uppkallade enligt ett ishockeytema, såsom bland annat Seriegatan, Hockeygatan och Puckgatan som är belägna i villaområdet som benämns Hockeyområdet.
Tyringe har en mängd andra idrottsklubbar. Några av dem är OK Tyringe (orientering), HF Tyr (handboll), Boulegetingarna (boule), Tyringe Konståkningssällskap (konståkning), brottarklubb, simklubb, golfklubb (Skyrups GK) och många fler. Tyringe IF heter fotbollsklubben som 2024 spelar i Division 6 Norra Skåne.

## Kända profiler
- Jimmie Augustsson, fotbollsspelare
- Marcus Thuresson, ishockeyspelare
- Peter Elander, ishockeyspelare och -tränare, förbundskapten för Damkronorna
- Dan Glans, friidrottare
- Benni Ljungbeck, brottare
- Andreas Thuresson, ishockeyspelare
- Artur Lundkvist, författare [8]
- Håkan Algotsson, ishockeyspelare